# Carapuce et ses évolutions
Carapuce (ゼニガメ, Zenigame, dans les versions originales en japonais) et ses évolutions, Carabaffe (カメール, Kameil) et Tortank (カメックス, Kamex), sont trois espèces de Pokémon de la première génération.
Issus de la célèbre franchise de médias créée par Satoshi Tajiri, ils apparaissent dans une collection de jeux vidéo et de cartes, dans une série d'animation, plusieurs films, et d'autres produits dérivés, ils sont imaginés par l'équipe de Game Freak et dessinés par Ken Sugimori. Leur première apparition a lieu au Japon en 1996, dans les jeux vidéo Pokémon Vert et Pokémon Rouge, jeux dans lesquels Carapuce est un des trois Pokémon de départ que le joueur peut choisir pour commencer l'aventure. Ces trois Pokémon sont tous du type eau et occupent respectivement les septième, huitième et neuvième emplacements du Pokédex, l'encyclopédie fictive recensant les différentes espèces de Pokémon.
Depuis la sixième génération, Tortank peut méga-évoluer en Méga-Tortank.

## Création

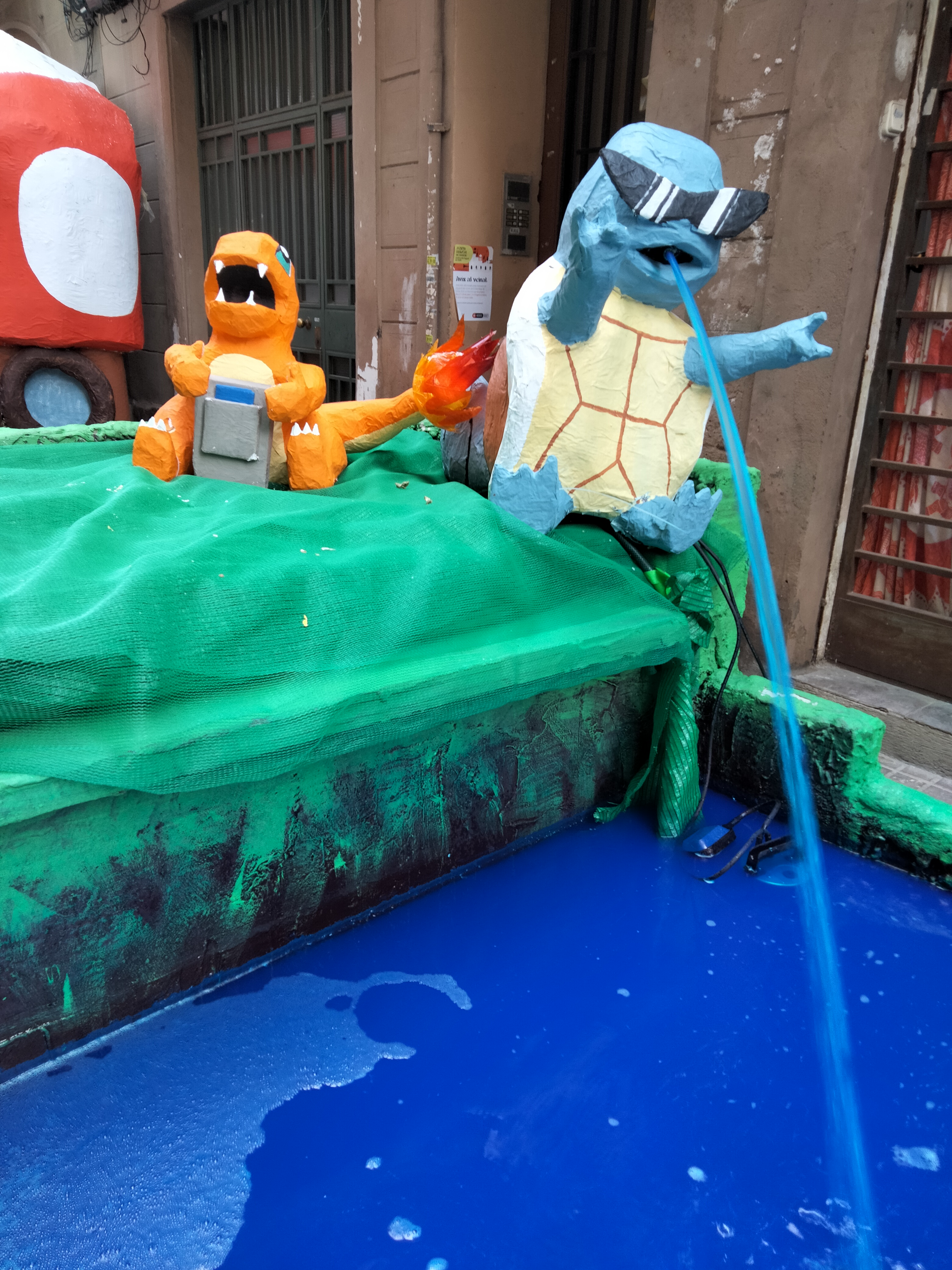
Sculpture d'un Carapuce (à droite) à la Fiesta Mayor de Gracia 2024, en Espagne.

Propriété de Nintendo, la franchise Pokémon est apparue au Japon en 1996 avec les jeux vidéo Pocket Monsters Vert et Pocket Monsters Rouge. Son concept de base est la capture et l'entraînement de créatures appelées Pokémon, afin de leur faire affronter ceux d'autres dresseurs de Pokémon. Chaque Pokémon possède un ou deux types – tels que l'eau, le feu ou la plante – qui déterminent ses faiblesses et ses résistances au combat. En s'entraînant, ils apprennent de nouvelles attaques et peuvent évoluer en un autre Pokémon.

### Conception graphique
La conception de Carapuce, de Carabaffe et de Tortank est le fait, comme pour la plupart des Pokémon, de l'équipe chargée du développement des personnages au sein du studio Game Freak. Leur apparence est finalisée par Ken Sugimori pour la première génération des jeux Pokémon, Pokémon Rouge et Pokémon Vert, sortis à l'extérieur du Japon sous les titres de Pokémon Rouge et Pokémon Bleu,.

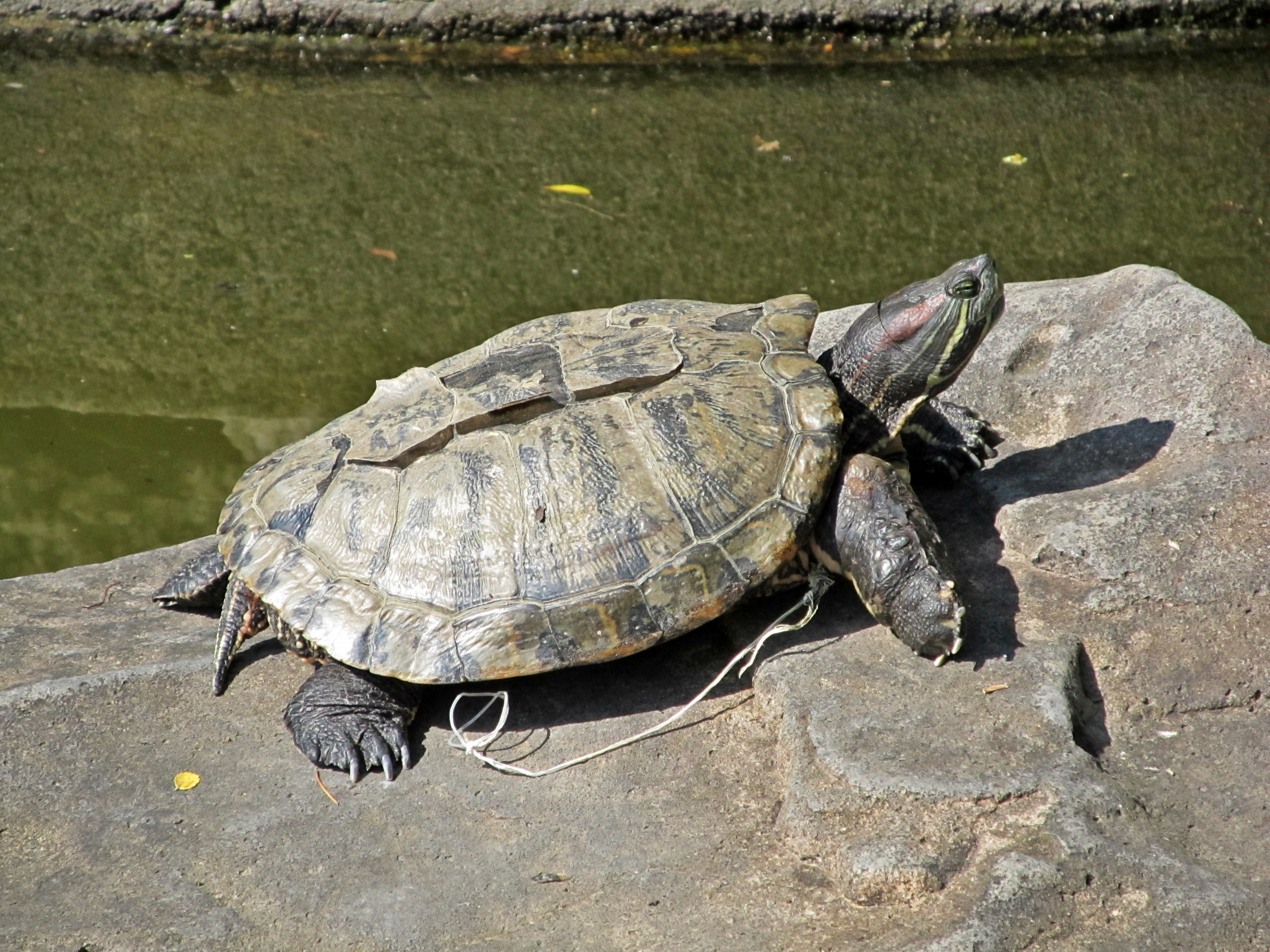
Carapuce et ses évolutions sont des tortues.

Ces Pokémon ont l'apparence de tortues, ce qu'indiquent également leurs noms originaux en japonais. Avec ses canons, Tortank a aussi l'apparence d'un char de combat. En plus de cela, il pourrait également être inspiré de Gamera, un monstre de création japonaise (Kaijū) ressemblant à une tortue volante géante.

### Étymologie
Carapuce, Carabaffe et Tortank sont initialement nommés Zenigame (ゼニガメ), Kameil (カメール, Kamēru) et Kamex (カメックス, Kamekkusu) en japonais. Le nom japonais de Carapuce, Zenigame, se compose des mots « tortue » et « pièce de monnaie ». Ceux de Carabaffe et Tortank sont des mots-valises provenant du mot kame (亀, tortue en français) pour tous les deux et, respectivement, du mot anglais « tail » (queue) et de l'abréviation « max », signifiant maximum. Ces noms sont ensuite adaptés dans trois langues lors de la parution des jeux en Occident : anglais, français et allemand ; le nom anglais est utilisé dans les autres traductions du jeu.
Nintendo choisit de donner aux Pokémon des noms « astucieux et descriptifs », liés à l'apparence ou aux pouvoirs des créatures, lors de la traduction des jeux ; il s'agit d'un moyen de rendre les personnages plus compréhensibles pour les enfants, notamment américains. Zenigame est renommé « Squirtle » en anglais, « Schiggy » en allemand et « Carapuce » en français ; Kameil devient « Wartortle » en anglais, « Schillok » en allemand et « Carabaffe » en français et Kamex s'appelle « Blastoise » en anglais, « Turtok » en allemand et « Tortank » en français. Selon IGN et Pokébip, les noms anglais et français sont des mots-valises. Carapuce est composé, respectivement du verbe « squirt » (propulser de l'eau en français) et de « tortle » (tortue) en anglais et des mots « carapace » et « puce » en français, pour désigner une toute petite tortue. Carabaffe est composé des mots « war » (guerre), « tortoise » (Testudinidae) et « turtle » (tortue) en anglais et de « carapace » et « baffe » en français. Tortank est quant à lui composé du verbe « blast » (torpiller) et du mot « tortoise » en anglais et de « tortue » et « tank » en français.
Il y a également une similitude entre le nom anglais de Tortank, Blastoise et le fossile marin Blastoidea.

## Description
Ces trois Pokémon sont les évolutions les uns des autres : Carapuce évolue en Carabaffe puis en Tortank. Dans les jeux vidéo, ces évolutions surviennent en atteignant respectivement le niveau 16 et le niveau 36,. Pour évoluer en Tortank, Carapuce est d'abord obligé d'évoluer en Carabaffe.
Comme pratiquement tous les Pokémon, ils ne peuvent pas parler : lors de leurs apparitions dans les jeux vidéo tout comme dans la série d'animation, ils sont seulement capables de communiquer verbalement en répétant les syllabes de leur nom d'espèce en utilisant différents accents, différentes tonalités, et en rajoutant du langage corporel.

### Carapuce
Le Pokédex, une encyclopédie Pokémon fictive, raconte que les Carapuce sont de petites tortues bipèdes avec une carapace marron et une petite queue. Peu après leur naissance, leur dos gonfle et se durcit pour devenir plus résistant contre les attaques. La forme arrondie de la carapace et ses creux sur sa surface permettent à Carapuce de nager à de grandes vitesses avec une résistance minimale. Quand il se sent menacé, un Carapuce rentrera ses membres et son cou à l'intérieur de sa carapace, et crachera alors de l'eau avec grande force, soit pour attaquer son adversaire, soit pour l'intimider. Cette aptitude est aussi utilisée pour paralyser des proies à la chasse.

### Carabaffe
Carabaffe est une tortue indigo-bleue bipède avec une carapace marron, une longue queue et des oreilles touffues. Il est plus agressif que Carapuce, et possède de nombreuses griffures sur sa carapace en souvenir des batailles passées. Un Carabaffe se cache dans l'eau pendant la chasse et y sort pour surprendre sa proie. Pour garder l'équilibre en nageant à grandes vitesses, Carabaffe utilise ses oreilles et sa queue pelucheuses. Cette queue, couverte d'une fourrure riche et épaisse, est tellement longue qu'elle dépasse même quand Carabaffe se cache dans sa carapace. Il utilise la fourrure pour entreposer de l'air pendant des périodes d'apnée plus longues. Ce Pokémon peut vivre 10 000 ans.

### Tortank
Tortank est une tortue bleue bipède très grande qui peut sortir des tuyaux similaires à des canons du haut de sa carapace. Ces canons sont utilisés pour tirer des jets d'eau pressurisée sur les ennemis, et ont suffisamment de puissance pour percer des murs en béton ou en acier épais. Ces canons ont aussi une grande précision, ce qui permet à Tortank de toucher de petites cibles à des distances de plus de 160 pieds (48 mètres). En revanche, Tortank est incapable de viser correctement des cibles proches, et ce handicap peut être vu pendant le combat entre le Dracaufeu de Sacha et le Tortank de Régis. Pour pouvoir supporter le recul, Tortank plante ses pieds dans la terre à l'aide de son grand poids, qu'il a accumulé pour cette raison. Tortank a une mâchoire similaire à celle d'une tortue hargneuse. Quand Tortank se sent menacé, il se retranchera dans sa carapace pour se protéger. Tortank est l'évolution de Carabaffe, qui est l'évolution de Carapuce.
Tortank a aussi obtenu une méga-évolution dans Pokémon X et Y.

## Apparitions

### Jeux vidéo
Carapuce, Carabaffe et Tortank apparaissent dans la série de jeux vidéo Pokémon. D'abord en japonais, puis traduits en plusieurs autres langues, ces jeux ont été vendus à près de 200 millions d'exemplaires à travers le monde. Ils font leur première apparition le 27 février 1996, dans les jeux japonais Pocket Monsters Aka (ポケットモンスター 赤, Poketto Monsutā Aka, Pocket Monsters Rouge) et Pocket Monsters Midori (ポケットモンスター 緑, Poketto Monsutā Midori, Pocket Monsters Vert) (remplacé dans les autres pays par la version Bleue). Carapuce  peut être choisi comme Pokémon de départ dans les versions Rouge, Bleue, Rouge feu et Vert feuille, et dans la version Jaune, le Pokémon est offert. Pour l'obtenir avec ses évolutions dans les autres jeux, il faut les échanger.
Il est possible d'avoir un œuf de Carapuce, en faisant se reproduire deux Pokémon dont au moins un Carapuce, un Carabaffe ou un Tortank femelle. Cet œuf éclot après 5 120 pas, et un Carapuce de niveau 5 en sort. Carapuce, Carabaffe et Tortank appartiennent au groupe d'œuf eau 1 et monstre. Leurs capacités spéciales sont « Torrent », qui donne une puissance multipliée par 1,5 aux attaques eau lorsque les PV de ce Pokémon sont inférieurs au tiers et « Cuvette », qui restaure les PV lorsqu'il pleut.
Carapuce, Carabaffe et Tortank apparaissent dans d'autres jeux de la franchise Nintendo. Carapuce peut être pris en photo dans Pokémon Snap. Carapuce et Tortank apparaissent en tant que trophée dans Super Smash Bros. Melee. Dans ce même jeu, Tortank déstabilise les joueurs. Dans la suite, Super Smash Bros. Brawl, Carapuce est jouable à travers le personnage dresseur Pokémon aux côtés d'Herbizarre et de Dracaufeu. Tortank est le chef d'une équipe appelée Team Hydro dans Pokémon : Donjon Mystère. Il est aussi un personnage jouable dans Pokémon Battrio, un jeu d'arcade qui contient aussi des Pokémon de la quatrième génération (les versions Diamant et Perle). Pour les vingt ans de Pokémon, dans Super Mario Maker, Mario peut prendre un costume de Carapuce.

### Série télévisée et films
La série télévisée Pokémon et les films qui en sont issus narrent les aventures d'un jeune dresseur de Pokémon du nom de Sacha, qui voyage à travers le monde pour affronter d'autres dresseurs ; l'intrigue est souvent distincte de celle des jeux vidéo. Sacha obtient son Carapuce à l'épisode 12, Sans maître, ni loi !, le Pokémon était le chef du gang des Carapuce. Son Carapuce apparait également dans les épisodes L'Île aux géants Pokémon où il affronte un Tortank géant robot,, L'Île des Pokémon endormis, où un Tortank reste endormi sur une île en forme de tortue et qui est peuplée majoritairement par des Carabaffe. Ce Carapuce accompagne Sacha pendant une grande partie de son voyage à travers Kanto, les Îles Oranges, et une partie de Johto avant de repartir avec le Clan des Carapuce, dont la confiance et les prouesses de pompiers avaient grandement diminué sans un chef. Comme il resta toujours loyal envers Sacha, il le rejoint brièvement dans la Conférence Argent de la Ligue Johto.
Sans que cela soit évoqué au premier épisode, Le Départ, Régis Chen reçoit un Carapuce, qu'il fera évoluer jusqu'à Tortank. Il est présenté à l'épisode Mon meilleur ami à la saison 4. Il est battu par le Dracaufeu de Sacha, à l'épisode suivant. Durant l'épisode Retour pour un nouveau départ, un Carapuce du professeur Chen souhaite devenir le Pokémon de Flora, et cette dernière accepte. Sacha et ses compagnons de Hoenn s'arrêtent sur une île et rencontrent un élève qui a un Carabaffe qui évolue plus tard en Tortank. Carabaffe apparaît souvent dans des brigades de pompiers Pokémon.
Dans le premier film Pokémon, Mewtwo a cloné un Carapuce qui a depuis évolué en Tortank et l'utilise (aux côtés des clones de Dracaufeu et de Florizarre) pour battre les dresseurs qu'il a invité sur son île pour combattre.

## Réception
Carapuce est considéré comme l'un des Pokémon les « plus populaires » et celui qui est « probablement instantanément reconnaissable » de la série originale,. Néanmoins, lorsque les lecteurs d'IGN ont classé leurs cent Pokémon favoris, ils ont positionné Tortank en 3e position derrière Dracaufeu (1er) et Mewtwo (2e), même si son apparition se fait plutôt comme un « hippopotame gras ». Il est également la mascotte de la version Bleue du jeu Pokémon, sorti mondialement avec la version Rouge. Carabaffe et Carapuce se positionnent, respectivement, à la 44e et 46e position. Ils sont séparés par le Pokémon légendaire Latios. Carabaffe est dit comme la « moins importante » des formes évoluées, mais malgré tout populaire, en vue de sa position dans le classement.
Tortank apparaît sur la coque de la Nintendo 64 spéciale Pokémon, faisant partie de l'ensemble Pokémon Stadium Battle. Trois cocktails inspirés de la famille d'évolution ont été créés par The Drunken Moogle ; il s'agit d'un mélange entre du curaçao bleu, du rhum à la noix de coco et un autre épicé. Pour la Coupe du monde de football de 2014, Carapuce et d'autres Pokémon deviennent les mascottes officielles de l'équipe du Japon de football.